# Aage Rais
Aage Rais (født 31. marts 1969 i Aarhus) er en dansk autodidakt filminstruktør, forfatter og kommunalpolitiker i Aarhus Kommune for Socialdemokratiet,  fra 1. januar 2010 - 31 december 2017. Aage Rais stillede ikke op igen i 2017, men genopstiller ved kommunalvalget i 2021.
Direktør for Aarhus Filmværksted 2016-2019. Medlem af Statens Kunstfonds filmlegatudvalg 2018-2019. 

## Biografi
Aage Rais blev student fra Tørring Amtsgymnasium i 1988. Han læste Litteraturhistorie på Aarhus Universitet men droppede ud, og begyndte i stedet at lave dokumentarfilm i Det Danske Filmværksted ved Det Danske Filminstitut.
Han debuterede i 1991 med kortfilmen Pjerrot som hustrumorder. Han fik sin spillefilms debut i 1996 med Anton, der skildrer en drengs sorg efter sin fars død. Filmen blev nomineret til en Bodil og vandt special-prisen ved 
filmfestivalen i Berlin. I år 2000 lavede han den alvorlige film, På fremmed mark, der handler om borgerkrigen i Bosnien.
I 2003 skrev og instruerede han ungdomsfilmen 2 ryk og en aflevering efter Jesper Wung-Sungs novelle af samme navn, der blev udvalgt til Berlin Internationale Filmfestival og nomineret til en Robert for bedste børne- og familiefilm.
I 2005 debuterede Aage Rais som forfatter med ungdomsromanen Urørt, der er en fortsættelse af filmen 2 ryk og en aflevering. 

## Privat
Aage Rais er fraskilt og far til børnene Metha og No, bosat på Trøjborg i Aarhus.

## Filmografi

### Film
- 1996 – Antons blå flyver
- 1998 – Tøser + drengerøve
- 1999 – Tiden går
- 2000 – På fremmed mark
- 2001 – Jæger
- 2001 – Showdanser
- 2003 – 2 ryk og en aflevering
- 2005 – Sprækker
- 2006 – Robust - Ingen skal kalde mine forældre tabere
- 2008 – MollyCam